# Кирилл Челмогорский
Кири́лл Челмого́рский (сентябрь 1285 — 8 декабря 1368) — русский православный святой, преподобный, один из первых монахов-пустынножителей, пришедших в Обонежье.
Память совершается 8 декабря (по юлианскому календарю).

## Биография
В 1316 году св. Кирилл, постриженник новгородского Антониева монастыря, выбрал для постоянного проживания гору Челму близ озера Лёкшмозеро в чудских землях. 
Первую зиму прожил в пещерке, затем построил деревянную келию и часовню. К концу жизни св. Кирилла вся местная чудь была крещена. Для новообращённых была построена церковь во имя Богоявления Господня.
Преподобный прожил на Челмной горе 52 года. Похоронен был в часовне, с северной стороны Богоявленской церкви.
Через десять лет после смерти св. Кирилла, в 1378 году иеромонахом Арсением был основан Кирилло-Челмогорский монастырь.
В 2005 году епископ Архангельский и Холмогорский Тихон освятил вблизи от руин бывшего монастыря поклонный крест в память преподобного Кирилла Челмогорского.
Жителями близлежащих к монастырю деревень почитаются ель и пещера Кирилла Челмогорского.